# 야마모토 코지 (배우)
야마모토 코지(山本 耕史, 1976년 10월 31일 ~ )는 일본의 배우, 가수이다. 도쿄도 출신. 와이츠 컴퍼니 소속.

## 경력
- 0세부터 아기모델로 활동하기 시작하였다.
- 16세무렵 《한지붕의 아래》에서 가시와기 후미야 역을 맡아서 시청자들에게 널리 알려지게 되었다.
- 1995년: 연속드라마에서 처음으로 주연을 맡았다.
- 1998년: 뮤지컬 렌트에서 마크 역을 맡았는데 이것이 그의 연기관이 변하는 계기가 되었다고 한다.
- 2003년: TV 애니메이션 《내일의 나쟈》에서 성우로서 출연하였다.
- 2004년: NHK 대하드라마 《신센구미!》에서 히지카타 도시조 역을 맡았다.
- 2005년: NHK 홍백가합전에서 백팀사회자에 발탁되었다.
- 2006년: 《신센구미!》의 속편인 《신센구미!! 히지카타 도시조 최후의 하루》에서 히지카타 도시조의 역으로 출연하였다.
- 2007년: 《화려한 일족》에서 만표 뎃페이의 아우 긴페이 역으로 출연하였다. 7월에 공개된 영화 《극장판 포켓몬스터 DP: 디아루가 VS 펄기아 VS 다크라이》에서는 성우로서 출연하였다.

## 수상
- 2004년 제42회 갤럭시상 월간상(5월분), 연간장려상 수상(《신센구미!》)
- 2004년 제43회 The television drama academy 남우주연상(《신센구미!》)
- 2005년 제29회 엘란도르상 신인상(《신센구미!》)

## 출연작품

### 드라마
- 친자식 게임(1986년)
- 꽃도 열매도 있다(1990년)
- 대하드라마 (NHK)
  - 노부나가 KING OF ZIPANGU (1992년) : 시바 요시카네 역
  - 신센구미! (2004년) : 히지카타 토시조 역
  - 타이라노 키요모리 (2012년) : 후지와라노 요리나가 역
  - 사나다마루 (2016년) : 이시다 미츠나리 역
- 사랑이라는 이름으로(1992년)
- 한지붕의 아래(1993년): 가시와기 후미야 역
- 볕이 드는 장소(1994년)
- 봄이여 오라(1995년):
- 어서 오세요, 청춘철물점에(1996년)
- 추신구라(1996년)
- 한지붕의 아래2(1997년): 가시와기 후미야 역
- 게임의 달인(2000년)
- 내일을 끌어 안고(2000년)
- 쇼무니 final(2002년)
- 사랑에 빠진다면 ~ 나의 성공의 비밀 ~ (2005년)
- 신센구미!! 히지카타 도시조 최후의 하루(2006년): 히지카타 도시조 역
- 거리변호사(마치벤, 2006년): 간바라 게이고 역
- 아지랑이의 갈림길(2007년): 사카자키 이와네 역
- 아지랑이의 갈림길2(2008년): 사카자키 이와네 역
- 사사키부부의 인의없는 싸움(2008년): 오가와 신지 역
- 판도라(2008년): 다치카와 하루오 역
- 아지랑이의 갈림길3(2009년): 사카자키 이와네 역
- 아타신치의 남자(2009년): 도키타 슈지 역
- 판도라II 기아열도(2010년): 다치카와 하루오 역
- 우리 집의 역사(2010년): 아노 산세이 역
- 마더(2010년): 후지요시 슌스케 역
- 판도라III 혁명전야(2011년): 다치카와 하루오 역
- BS시대극 하쿠오키(2012년): 단게 덴젠 역
- 핀토코나 (2013년)
- 모든 것이 F가 된다 (2014년)

### 영화
- 붉은 유리와 유령선(1989년)
- 안개의 자오선(1996년)
- 기묘한 이야기 영화판 특별편(2000년)
- 미라클 바나나(2006년)
- 그래도 내가 하지 않았어(2007년) - 사이토 타조모 역
- 매직 아워(2008년)
- 하야부사(2011년)
- 멋진 악몽(2011년)
- 검은 고양이 루시(2012년)
- 신 울트라맨(2022년)
- 킹덤3: 운명의 불꽃(2023년) - 조장 역
- 킹덤4: 대장군의 귀환(2024년) - 조장 역

### 무대
- 레 미제라블
  - 레 미제라블(1987년, 1988년): 가브로슈 역
  - 레 미제라블(2003년, 2004년): 마리우스 퐁메르시 역
- 시라노 드 베르주라크(2000년, 2001년)
- 로미오와 줄리엣 2001(2001년): 로미오 역
- GODSPELL(2001년, 2010년): 그리스도 역
- 도리언 그레이의 초상(2009년): 도리언 그레이 역